# Dakpan

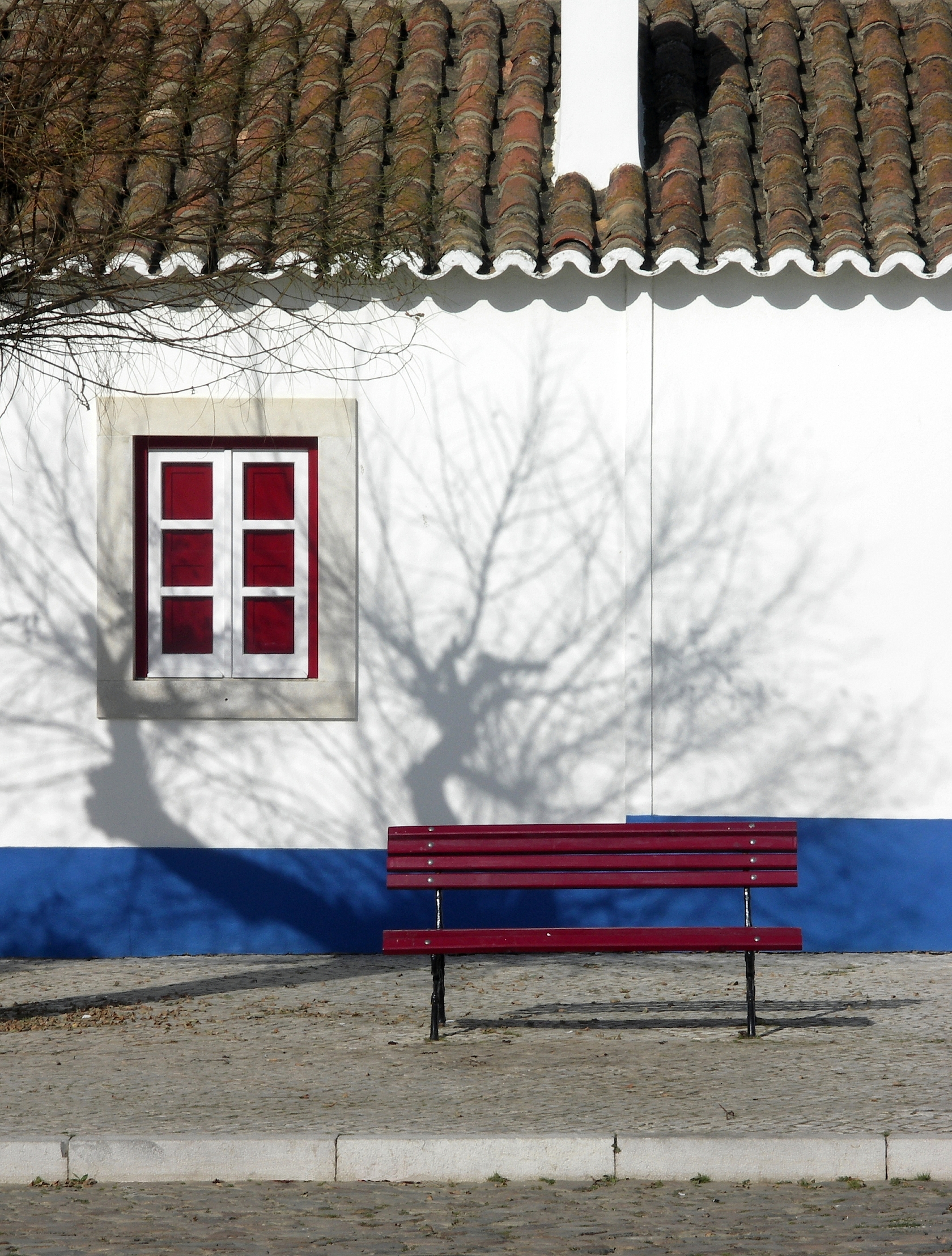
Voorbeeld van monniken- en nonnenpannen in Porto Covo, Portugal

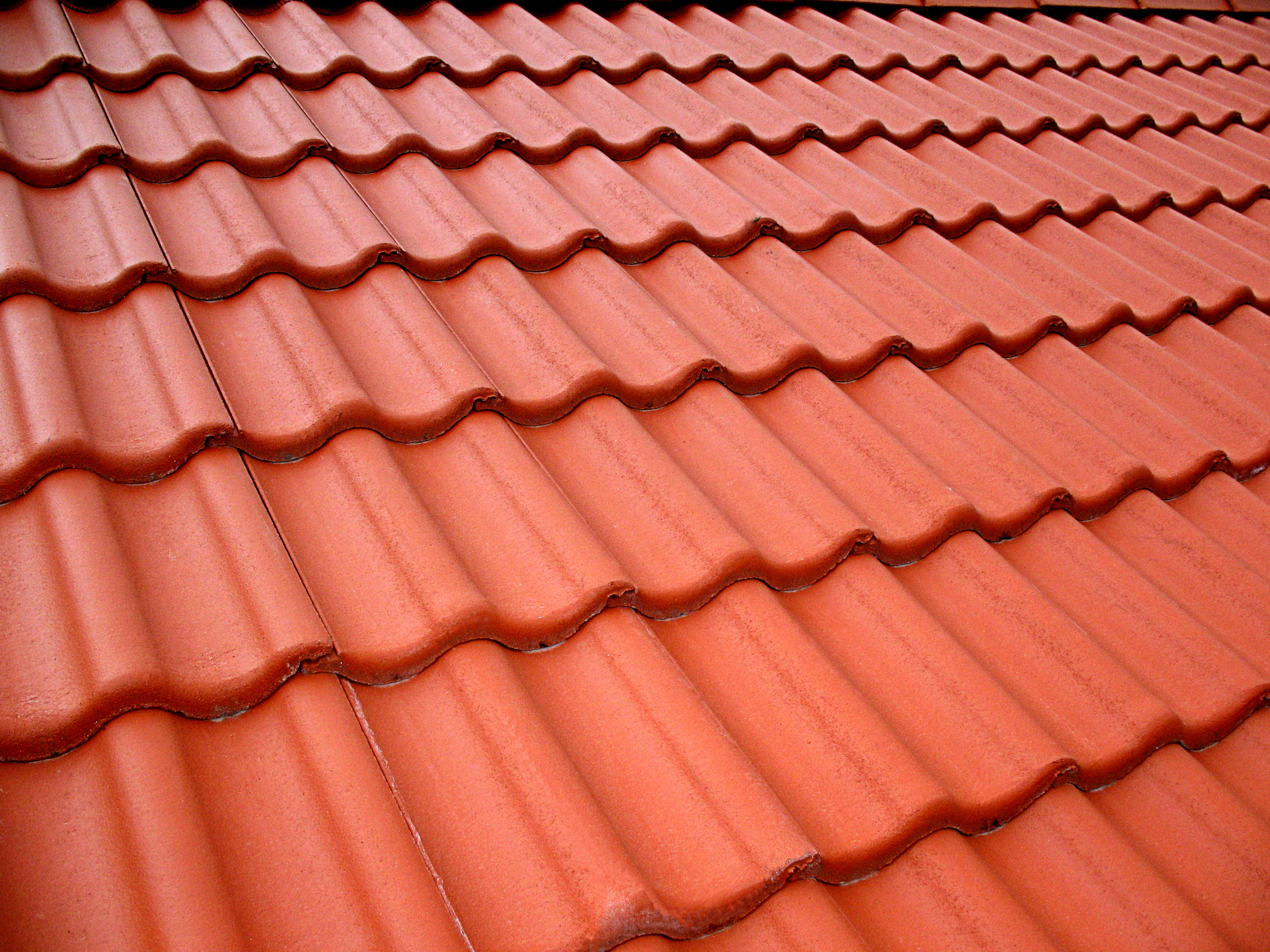
Rode betonpannen

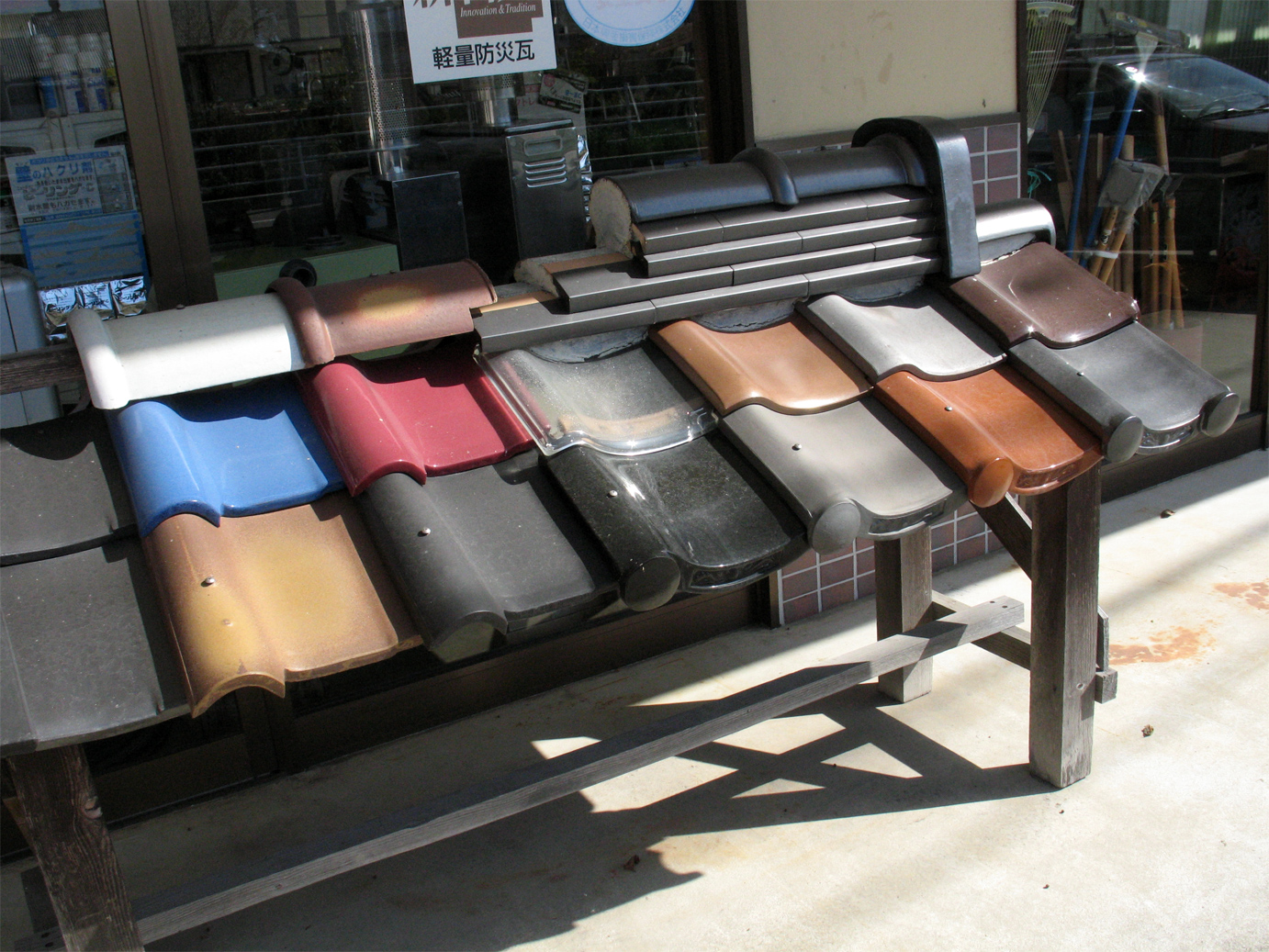
Keuze dakpannen in Japan

Een dakpan is een dakbedekking van gebakken klei of gevormde beton die geschikt is om op een hellend dak te worden toegepast. Ook kunnen dakpannen verticaal worden verwerkt, hiertoe vormt de verankering een essentieel onderdeel. Op het houten dak wordt een latwerk aangebracht van panlatten op de maat van de pannen, waar de pannen met een nok op rusten. De pannen vormen een aaneengesloten geheel. Doordat ze elkaar overlappen en veelal zijn voorzien van kop- en zijsluitingen wordt een waterdicht en windvast geheel gevormd.

## Geschiedenis
Bij de oude Grieken en Romeinen waren oorspronkelijk vlakke pannen in gebruik met opstaande randen. De naden werden hierbij afgedekt met kleinere halfronde iets taps toelopende pannen; de Tegula en Imbrex. De nu nog steeds bekende zogenaamde monnik- en nonpannen zijn hiervan afgeleid. Deze zijn nog te zien op oude gebouwen. Voor de steilere daken is hiervan weer de golfvormige pan afgeleid, de bekende Oude Holle, O.H. of S-pan is in feite een holle en bolle pan aan elkaar. (Dus als een platliggende S) Deze holle pannen worden in verbeterde vorm (Verbeterde Holle, VH) door extra kop- en zijsluiting nog steeds, zij het in mindere mate, toegepast. De opnieuw verbeterde holle is een opnieuw verbeterde holle revolverperspan. De OH of Oude Holle pan werd eerst handmatig en later (en ook nu nog) met een strengpers gemaakt. Dit kon want als sluiting aan boven- en zijkant was er alleen maar een overlapping, een wel. Verbeterde holle en opnieuw verbeterde holle werden voorzien van extra sluitingen door middel van groeven en rillen. Dit kon niet meer met een strengpers.
Ook de geheel handgevormde vlakke tegel- of tegelpan of leipan heeft een ontwikkeling doorgemaakt en wordt tegenwoordig met strengpersen geproduceerd. De zijkant en de bovenkant sluiten alleen door een overlapping, door middel van overnaadse kroon- of dubbele dekking.

## Productie
Dakpannen worden machinaal gemaakt. Een met een strengpers gemaakte koek klei wordt op een revolverpers gelegd en in een boven- en ondervorm in de gewenste vorm geperst. Deze wordt dan gedroogd in een droogoven, eventueel voorzien van een afwerklaag zoals een kleipapje met metaaloxide. Om een nog dichtere structuur te krijgen, wordt aan dit kleipapje een fractie glas toegevoegd zodat een edelengobe verkregen wordt. De dakpan wordt daarna gebakken in een oven. In een speciaal proces, vooral in Zuid-Nederland toegepast, ontstaan pannen met de kleur blauwduifgrijs. Deze pannen hebben geen afwerklaag. De blauwgrijze scherfkleur ontstaat doordat de luchttoevoer na het bakproces wordt afgesloten, het zogenoemde smoren.

## Soorten
Er kan onderscheid gemaakt worden tussen een pan op basis van klei (keramische pan), of beton. Voor keramische pannen wordt gebruik gemaakt van gemengde rivierklei of westerwaldklei. Indien een dakpan vlak is spreekt men van vlakke of platte dakpan en indien het gegolfd is, spreekt men van een holle pan.

### Gewone dakpan
Vroeger werd in Nederland al veelvuldig gebruikgemaakt van gebakken dakpannen. Het type "Oude Holle" was een veel gebruikt model. Tegenwoordig worden schuine daken heel vaak gedekt met betonnen dakpannen, een variant daarin wordt ook wel een sneldekpan genoemd. Een nadeel van de maatvastheid en de strakke sluitingen is dat er weinig getrokken of geduwd kan worden tijdens het leggen, de breedte van het dakvlak moet daarom vrij nauwkeurig worden bepaald. Anderzijds hebben ze een ecologisch voordeel omdat ze niet op hoge temperatuur gebakken behoeven te worden. De fabricage van betonpannen is tot 45% minder milieubelastend dan de fabricage van keramische pannen. Hier staat echter tegenover dat een keramische pan gemakkelijk een twee keer zo lange levensduur heeft. Als dit voordeel benut wordt, is de keramische pan niet meer milieubelastend dan de betonpan.

### Diversen
Verglaasde of geglazuurde pannen kennen een afwerking van een glimmende tot matte glazuur. Geglazuurde dakpannen, veelal zwarte, werden vaak op het dakvlak aan de straat gelegd, als methode om rijkdom te tonen. Bij boerderijen werden de (zwarte) geglazuurde pannen in de dakspiegel gelegd.
Een speciaal soort dakpan is de ventilatiepan waarvan de vorm in overeenstemming moet zijn met de omliggende pannen qua panmodel. De ventilatiepan is voorzien van een opening in de pan om de onder de pannen aanwezige ruimte te ventileren. Andere eventuele bijbehorende zaken voor een pannendak kunnen doorzichtige of doorschijnende pannen zijn van glas of kunststof, en in metaal of kunststof uitgevoerde dakdoorvoeren voor een ontluchting.
In Nederland werden daken ook wel gedekt met duurdere dakpannen om te laten zien dat de bewoners rijker waren dan de omgeving. Een voorbeeld hiervan is de Oegstgeester dakpan, die duurder is omdat het een speciale manier van dakdekken vereist.

## Hulpstukken

hulpstukken dakpannen:
1=dakpan 2=onderpan 3=knikpan 4=bovenpan 5=nokvorst
1a=gevelpan links 2a=eindgevelpan links 3a=gevelknikpan links 4a=gevelbovenpan links 5a=beginnokvorst
1b=gevelpan rechts 2b=eindgevelpan rechts 3b=gevelknikpan rechts 4b=gevelbovenpan rechts 5b=eindnokvorst
5c=T-stuk 5d=broekstuk 5e=hoekkepervorst 5f=knikvorst 6=kilkeperpan

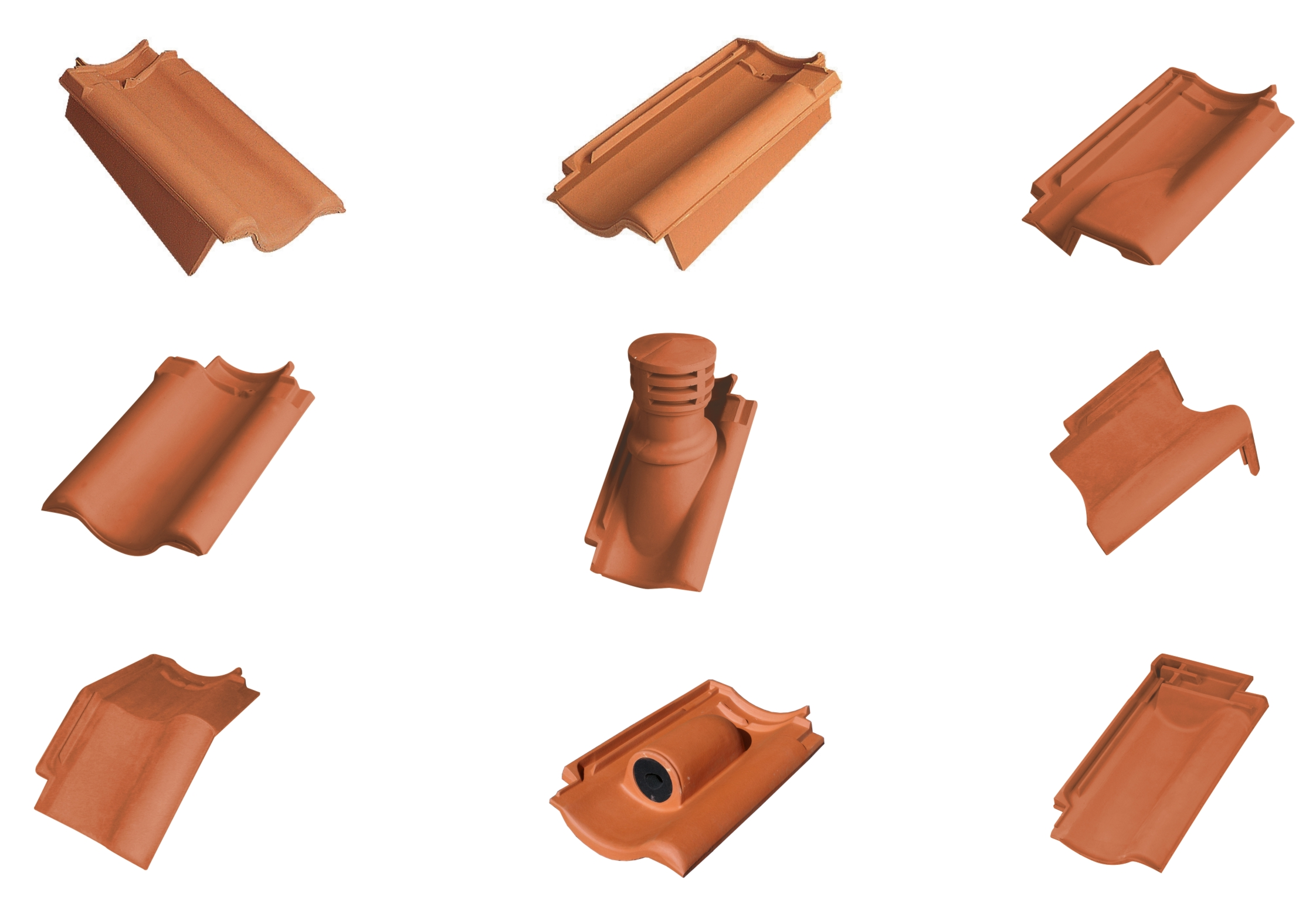
Verschillende hulpstukken

### Nokpan of nokvorst
Een nokpan, dakvorst of nokvorst is een speciaal gevormde dakpan die de nok of hoekkeper in een pannendak afdekt, meestal geplaatst op een 'ruiter'. Nokpannen komen in diverse vormen, kleuren en afmetingen voor, passend bij het type pan waar het dak mee gedekt is. De meest gebruikte nokpan is de 'gewone halfronde nokvorst'. Nokvorsten zijn zo gemaakt dat ze, door elkaar te overlappen, als het ware een beetje in elkaar haken. Door een spijkergat in de nokpan kan deze met een noknagel op de ruiter worden vastgezet. Dit voorkomt afwaaien bij storm.

Er zijn drie fabricaten van keramische nokvorsten speciaal voor rieten daken, kortweg rietvorsten genoemd: Bourgondische, Friese en Rijnlandse rietvorsten. In Vlaanderen (België) spreekt van keramische strovorsten.

### Hoek- of gevelpan
Dit is de pan die aan het einde van het dak, ter plaatse van de gevel, komt te liggen. Het is een gewone pan met aan de zijde van de gevel een recht deel dat, over de gevel, naar beneden loopt. Er zijn zowel 'rechter' als 'linker' gevelpannen, voor gebruik met het geveldeel links dan wel rechts van deze dakpan.

### Hoeknokpan of eindvorst
De laatste nokpan in het rijtje boven op het dak, die ook een deel van de zijgevel moet overlappen.

### Broekstuk nokpan
Op de plaats waar diverse schuine dakvlakken van een kap bij elkaar komen plaatst men vaak een broekstuk-nokpan. Vaak komen hier drie ruiters samen op een punt. De nokvorst die dit punt moet kunnen bedekken, heeft dus drie richtingen, zodat de aansluitende nokvorsten kunnen aansluiten.